# پوهل ۱۲۲۸۴
سیارک ۱۲۲۸۴ (به انگلیسی: 12284 Pohl، نامگذاری:1991FP) دوازده هزار و دویست و هشتاد و چهارمین سیارک کشف شده‌است که در ۱۷ مارس ۱۹۹۱ کشف شد.